# Loethe Olthuis
Loethe Olthuis is een Nederlands freelance journaliste. Na een studie geschiedenis en de Hogere Hotelschool besloot ze te gaan schrijven. Sinds 2007 schrijft ze voor de Volkskrant in de rubriek De Volkskeuken. Ze heeft tien boeken op haar naam, hoofdzakelijk over koken en aanverwanten. Daarnaast schrijft ze over dieren, milieu en duurzaamheid voor het economiekatern van de Volkskrant en voor tijdschriften als Seasons en Felderhof.

## Werk
- Culinaire reisgids Nederland, uitgeverij ANWB Media, 1998
- Gerechten uit de tuin van Eden, uitgeverij Kosmos, 1987
- Kuuroorden in Nederland, uitgeverij ANWB Media, 2005
- Maja's bloemen zijn lekker, uitgeverij Ploegsma 1989 (met Lena Anderson)
- Nederland, uitgeverij ANWB Media, 2003
- Spitsuurkoken, uitgeverij Terra-Lannoo, maart 2009
- Vandaag kook ik, kookboek voor kinderen, uitgeverij Ploegsma, 1991 (met illustraties van Thea Peters, bekroond met de Gouden Pollepel)
- Vandaag kook ik vegetarisch, uitgeverij Ploegsma, 1999
- De Volkskeuken 2, uitgeverij J.M. Meulenhoff, 2008. Ingeleid en samengesteld door Mac van Dinther; met bijdragen van Pay-Uun Hiu, Marcus Huibers, Onno Kleyn, Henk Müller, Loethe Olthuis, Martine Rasing, Marie Louise Schipper, Nanda Troost en Sylvia Witteman.

- International Standard Name Identifier: 0000 0003 6877 9893
- Nederlandse Thesaurus van Auteursnamen: 073260606
- Virtual International Authority File: 286462317